# Fontconfig
Fontconfig est une bibliothèque logicielle pour X Window System que l'on doit à Keith Packard et qui permet de configurer les polices de caractères.
Une des fonctions de Fontconfig est d'organiser la substitution de polices de caractères, afin d'afficher une police alternative lorsque la police demandée n'est pas présente sur le système. En utilisant des polices métriquement équivalentes, il est ainsi possible de garder la mise en forme d'un document sans avoir la police demandée. La commande suivante permet par exemple de connaître la police de substitution à la police non-libre Times New Roman : fc-match 'Times New Roman'.
Les polices de caractères sont rangées dans l'ordinateur différemment selon le système d'exploitation (Windows, Unix, etc). Il est possible d'ajouter des polices manuellement dans les répertoires adéquats. Néanmoins, il existe des logiciels pour ce faire adaptés à chaque système : par exemple Font Manager pour PC et Font Book pour Macintosh. Il n'est pas recommandé de supprimer ou de substituer les polices que le système et les logiciels utilisent pour leur interface. C'est pourquoi l'utilisation de ces logiciels de gestion de polices est sécurisante.
Il existe un outil complémentaire, Fontmatrix, logiciel libre, qui permet, via une interface graphique, de sélectionner, visualiser, trier et catégoriser les polices de caractères au choix de l'utilisateur, mais également de les activer et désactiver à n'importe quel moment, ce qui est assez pratique lorsque le système contient des centaines ou milliers de polices.